# 綁紮
在電腦科學中，所謂的綁紮（Binding）是指創造一個簡單的參考（reference），並將它指向一個更複雜更大的結構以利後用。
此簡單參考可以替代此巨大結構，在之後的程式中輕盈地使用。

## 綁紮的分類
下列的行為可視為綁紮的範疇。

### 語言或名詞綁紮
語言或名詞綁紮指的是函式庫如何與應用程式連結，以及編譯器／直譯器如何管理連結符號（變數名稱）。
這些名詞在程式語言表示利用先前指定的變數符號來指涉數值。在這樣的情境下，綁紮是一種將機器記憶空間的位置與變數或符號產生關連的行為。此種關連要不是在編譯時間產生，此種關連稱為靜態連結（Static linking）；或者是在執行期機動產生，則稱為動態連結（Dynamic linking）。
連結與綁紮有時是同樣意思。例如真實生活中的動態連結，指的是某人知道要在某時某地做事，但是他並不想查地址或找地圖，直到事情的期限要到了才開始尋找。類比於程式執行面，則是當一程式執行時（也許已執行很久），此程式至此時才得到對應的記憶體位置，並執行此位置的函式，此稱執行期綁紮。

### 命令綁紮
命令綁紮，通常指稱鍵盤巨集，或簡稱巨集，通常是用在專業應用程式中。很多情況下，鍵盤按鍵與指令之間的綁紮可以修改或增加，但通常無法移除。
許多命令綁紮都非常有名，例如Mac OS的儲存功能可以用Command-S按鍵組合來達到，因此每當使用者要儲存文件時，可直接按Command-S達到功能，而非每次都從選單選取。Emacs文書處理軟體提供了Control-X再按Control-C達到儲存再關閉本軟體的功能。另外，最為惡名昭彰的按鍵巨集應該是Windows當機時的Control-Alt-Delete按鍵了。
某些軟體，例如微軟Excel允許使用者自訂巨集，以簡化使用者的操作步驟，並將此巨集與某些命令名稱綁紮在一起。

### 控制流程綁紮
在電子遊戲中所謂的流程綁紮，指的是將任何鍵盤按鍵與特定功能結合，而覆蓋其原本的鍵盤功能。一個擁有複雜控制介面的遊戲，例如絕對武力，可以依靠一串特定的按鍵以縮短複雜功能的輸入（例如遊戲內通訊）。

## 參閱
- 程序设计语言
- 指令
- 物件